# Rezina
Rezina est une ville du raion de Rezina dont elle est la capitale, en République de Moldavie.

## Monument
- En 2017, un buste du roi Ferdinand Ier de Roumanie a été dévoilé. L'auteur est le sculpteur moldave Veaceslav Jiglitski[1].
- En 2018, le Monument aux Héros de la Nation a été restauré. L'aigle pour lequel a été créé par le sculpteur moldave Veaceslav Jiglitski[2].
- En 2020, un buste de Konstantin Stere a été dévoilé. Auteur : Sculpteur moldave Veaceslav Jiglitski[3].